# Chaim Yisroel Eiss
Chaim Yisroel Eiss (né le 16 septembre 1876 à Ustrzyki, mort en novembre 1943 à Zurich), commerçant juif polonais de Zurich, activisite ultraorthodoxe de la diaspora juive. Il est l’un des fondateurs du mouvement Agudath Israel (en). Pendant la Seconde Guerre mondiale il participe à une opération de sauvetage des Juifs à travers la production de faux passeports latino-améericains. On estime que ses activités ont contribué à sauver des centaines à quelques milliers d'individus. Les témoignages d'Eiss sont l'une des sources principales relatant les activités de l'envoyé Aleksander Ładoś et des autres diplomates polonais en Suisse durant la Seconde Guerre mondiale.

## Biographie
Chaim Yisroel Eiss est fils de Mojżesz Eiss et de Myria Kessler, tous deux Juifs ultraorthodoxe. Son père est commerçant. Il a dix frères et sœurs, tous morts dans leur enfance. Son prénom Chaim (חַיִּים), « vie » en hébreu, a un caractère symbolique puisqu’il est le seul enfant à rester en vie. Il est autodidacte sans éducation laïque. « Je n’ai appris aucune profession, car mon père voulait que je devienne rabbin. Pour cela mes études se concentraient uniquement sur le judaïsme ». En 1900 Eiss arrive en Suisse avec le projet d'y commencer des études supérieures. Pourtant il devient colporteur et, à partir de 1901, possède son propre magasin, rue Mullerstrasse à Zurich. Il épouse Adèle Holles avec qui il a dix enfants. À partir de 1916 il habite avec sa famille à Winterthour.

## Groupe Ładoś
En tant que l’un des fondateurs du parti religieux Agudath Israel (en) et dirigeant de sa filiale suisse, Eiss jouit d'un important réseau de contacts avec les Juifs ultraorthodoxes d'Europe centrale. Cela lui permet très rapidement de prévoir les buts ultimes de la politique du Troisième Reich envers les Juifs. 
À partir de 1940 il coordonne et transfère la correspondance entre les ghettos en Pologne occupée et les bureaux d’Agudath à Londres, New York et Istanbul. Dans le but sauver un maximum de Juifs des mains des nazis, il crée un réseau de contrebande de documents, photos de passeport, lettres et de faux certifications de citoyenneté, qui sont transférés dans les ghettos par l’intermédiaire des mouvements de résistance, de la diaspora juive et des membres corrompus de l'administration allemande. Dans les années 1941-1943 il participe à l'achat de faux passeports des pays d'Amérique latine. Lorsqu'ils sont arrêtés, les détenteurs de ces documents, sont transférés vers le camp d'internement de Vittel en France ou le camp de Bergen-Belsen, en Allemagne, où elles attendent un échange éventuel contre des citoyens allemands internés dans les pays alliés, évitant ainsi la déportation vers les camps d’extermination. 
En mai 1943, Eiss est interrogé par la Police suisse qui s'intéresse à ses activités. Lors de son interrogatoire il confirme que les passeports sont essentiellement produits par les diplomates de la légation de Pologne à Berne. Ses témoignages, conservés aux archives fédérales suisses  constituent aujourd’hui l'une des sources principales permettant de connaître le dispositif de production des passeports. Eiss confirme alors qu’il verse des pots-de-vin à Rudolf Huglie, consul honoraire du Paraguay, par le biais du consul polonais Konstanty Rokicki, qui en contrepartie reçoit des passeports vierges. D’autres témoignages confirment que l'argent n'est pas transmis directement, mais par le biais d'un autre employé juif du consulat de Pologne, Juliusz Kühl (en). Ce dernier est également engagé dans le transport des passeports qui sont envoyés à la section consulaire de la légation de Pologne et sont complétés par Rokicki aux noms des personnes figurant sur les listes transmises par Eiss. Les documents ainsi complétés sont ensuite renvoyés au consulat du Paraguay où Huglie les tamponne et les signe avant d'en faire une copie certifiée conforme à l'original. Seules les copies des passeports sont envoyés dans les ghettos.
En janvier 1943, la Police suisse interroge également Rudolf Huglie et Juliusz Kuhl qui avouent avoir pris part à l'opération (Huglie avoue avoir accepté les pots-de-vin de la part des Polonais). Parmi les raisons de la découverte du réseau on peut penser que la Gestapo a fini par obtenir des informations en provenance du ghetto de Będzin et qu'elle les a transmise aux autorités suisses. Celle-ci ont peut-être aussi reçu une dénonciation d'un autre consul du Paraguay et ont été alertés par l'arrivée en Suisse de certaines détenteurs des fameux passeports. La contrefaçon des documents ayant eu lieu sur le territoire de la légation polonaise, au nom d'une nécessité supérieure, et l'envoi des copies n'étant pas en infraction vis-à-vis des lois en vigueur en Suisse, aucune suite n'est donnée à l'affaire.
Chaim Israel Eiss meurt d’une crise cardiaque, en novembre 1943.

## Reconnaissance
En août 2018 le Ministère de la Culture et du Patrimoine national polonais rachète les archives d'Eiss (en) toujours détenues par la famille du commerçant et met la main sur un important fonds documentaire témoignant de l'action de la diplomatie polonaise pour sauver les Juifs de la Shoah. Environ 2 200 personnes ont été sauvées, dont la majorité étaient citoyens polonais. Les archives contiennent les passeports, les photos et les listes de personnes dont l'extraction des pays sous occupation allemande a été organisée. L'acquisition des archives à Berne est annoncée par le Ministre de la Culture et du Patrimoine national ainsi que par le Musée national Auschwitz-Birkenau à Oświęcim,,
Selon Jan Kumoch, ambassadeur de la République de Pologne en Suisse, les actions entreprises par le Ministère de la Culture et du Patrimoine national afin de prendre possession des archives de Eiss furent engagées après la parution, en août 2017, d'un texte de Michał Potocki et Zbigniew Parafinaowicz dans le journal Dziennik Gazeta Prawna,